# František Xaver Věžník
František Xaver hrabě Věžník z Věžník (1711 – 14. září 1789) byl český politik a právník ze starobylého šlechtického rodu Věžníků. Řadu let zastával nejvyšší úřady ve správě Českého království a patřil ke strůjcům tereziánských a josefínských reforem. Vlastnil statky v různých částech Čech a palác Věžníků v Praze. Jeho synem Emanuelem rod Věžníků vymřel (1806).

## Kariéra

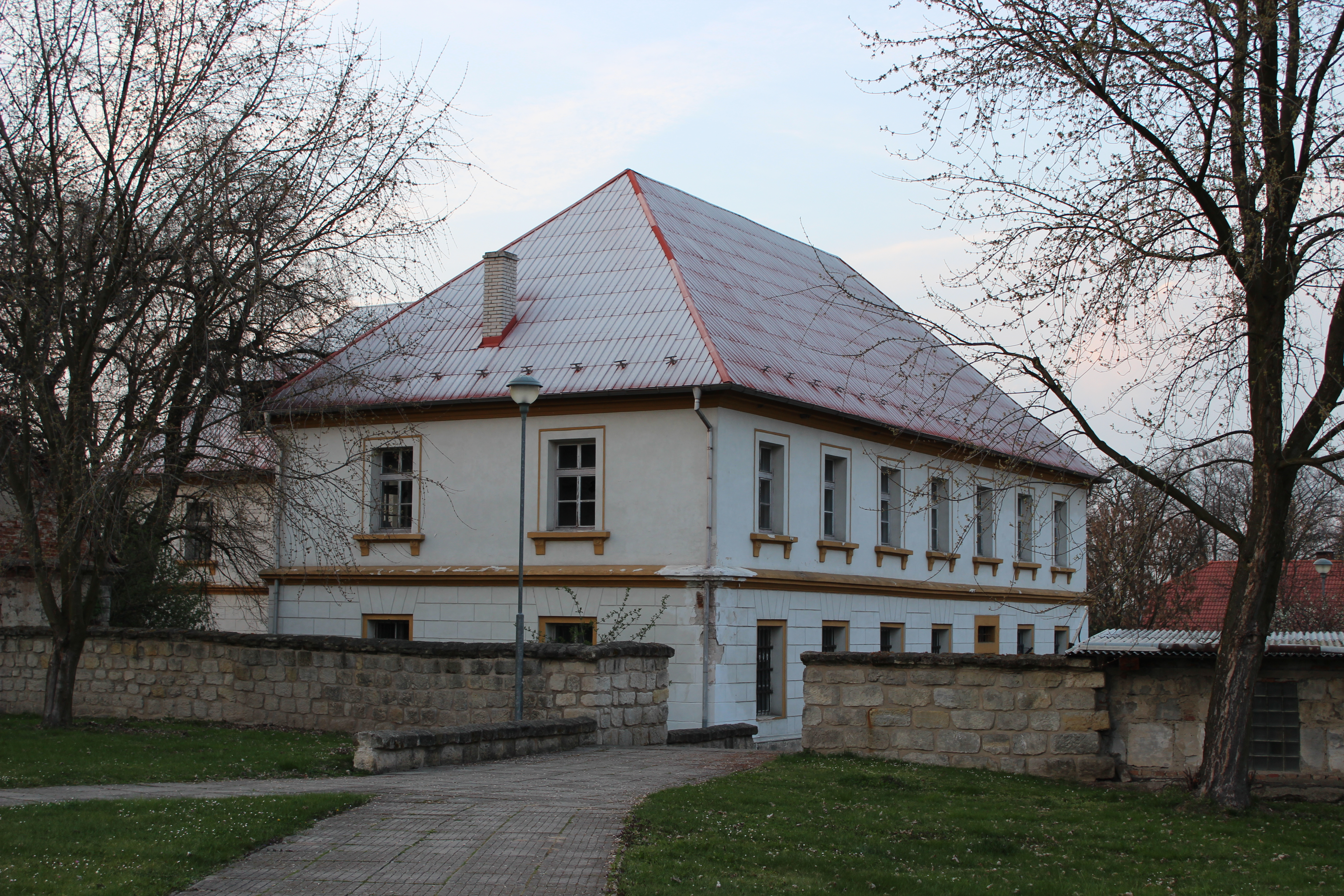
Zámek Velké Všelisy

Pocházel z početné rodiny hraběte Bernarda Františka Věžníka (1651–1714), narodil se jako předposlední z osmi synů, jeho matkou byla Bernardova druhá manželka Barbora Eliška Švihovská z Rýzmberka. Studoval práva a čtyři roky strávil na kavalírské cestě, od roku 1738 byl radou apelačního soudu, krátce nato se stal radou královské reprezentace a na počátku vlády Marie Terezie byl hejtmanem Starého Města Pražského. V této funkci se odmítl podvolit francouzské okupaci Prahy a placení předepsaných kontribucí pro francouzskou armádu. Proto byla na jeho palác uvalena exekuce a proti své vůli musel ubytovat 500 francouzských vojáků.
Oddanost habsburské monarchii za války o rakouské dědictví mu přinesla dlouholetou přízeň Marie Terezie a v dalších státních úřadech se podílel na tereziánských reformách, do smrti si pak udržel důvěru i Josefa II. Byl jmenován c. k. komořím, tajným radou a stal se zemským sudím. V letech 1762–1783 byl prezidentem apelačního soudu a nakonec v letech 1783–1789 nejvyšším hofmistrem Českého království.
Mezitím v letech 1763–1766 vedl za českou stranu jednání s Bavorskem o urovnání sporu o zemské hranice na Šumavě. Později vedl zemskou studijní komisi, která vznikla v rámci školních reforem za Marie Terezie, a v letech 1778–1789 byl ředitelem pražské univerzitní knihovny. Za zásluhy získal uherský Řád sv. Štěpána a mimoto zastával čestný post dědičného místolovčího Českého království, který byl Věžníkům udělen v roce 1655.

## Majetkové poměry a rodina
Plnoletosti dosáhl v roce 1733 a tehdy z dědictví po rodičích převzal statek Velké Všelisy na Mladoboleslavsku a panství Bukovany s osmi vesnicemi jižně od Příbrami. V Bukovanech byl rodovým sídlem zámek, který za Františka Xavera prošel zásadním rozšířením o jedno křídlo a zámeckou kapli. V roce 1747 se oženil s hraběnkou Marií Josefou Trauttmansdorffovou (1719–1772), která byla v době sňatku již dvojnásobnou vdovou. Po její smrti zdědil František Xaver panství Obříství s 12 vesnicemi u Mělníka. Poddaní z Obříství se v roce 1775 zapojili do nevolnického povstání a ačkoliv František Xaver tehdy patřil k vlivným a nejvyšším představitelům státní správy, byl v roce 1777 za utlačování poddaných odsouzen k peněžité pokutě. Kromě statků na venkově vlastnil palác v Praze, který byl s ohledem na výkon vysokých zemských úřadů jeho hlavním sídlem.
Jeho jediný syn Emanuel Josef (1748–1806) rodový majetek zadlužil, počátkem 19. století všechny statky prodal a zemřel jako poslední mužský potomek rodu Věžníků.